# Principato arcivescovile di Salisburgo
Il principato arcivescovile di Salisburgo fu uno Stato ecclesiastico del Sacro Romano Impero, consistente nell'attuale  Salisburghese austriaco, ma all’epoca appartenente al Circolo Bavarese. L’arcivescovo godeva del titolo di legato nato del papa, che gli consentiva di vestire i panni di cardinale, anche a Roma, pur non essendo stato nominato cardinale.

## Storia

### Vescovato abbaziale (IV secolo - c. 482)
Attorno al 450, la Vita Sancti Severini riporta che a Salisburgo avevano sede due chiese e un monastero. Poco si sa del primo vescovato, e san Massimo è l'unico abate-vescovo di cui si conosca il nome. Un discepolo di san Severino, riporta che egli venne martirizzato al ritorno da Noricum. Salisburgo venne distrutta nel 482 circa, sei anni dopo la partenza delle legioni romane dalla regione.

### Vescovato (c. 543/698 - 798)
San Ruperto, vescovo di Worms, chiamato apostolo di Baviera e di Carinzia, ritornò nella regione e fondò una chiesa a Wallersee, trovando le rovine di Salisburgo. È incerto se egli sia giunto nel 543 circa, durante il regno di Teodoro I di Baviera o nel 698 circa quando la Baviera venne conquistata dai Franchi. In qualunque caso la cristianità non si diffuse nella regione sino al VII secolo. Il monastero della cattedrale venne dedicato a san Pietro e la nipote di Ruperto, Erentrude fondò un monastero di monache a Nonnberg. San Bonifacio completò l'opera di san Ruperto, ponendo Salisburgo sotto l'amministrazione dell'arcivescovato di Magonza.

### Arcivescovato (798 - 1060)
Arno si guadagnò il rispetto del re dei Franchi Carlo Magno che gli assegnò in missione i territori compresi tra il Reno, il Raab, e la Drava che erano stati recentemente conquistati dagli Avari. Vennero fondati dei monasteri e lentamente tutta la Carinzia venne cristianizzata. Mentre Arno era a Roma in missione per conto di Carlo Magno, nel 798, papa Leone III lo nominò arcivescovo metropolita della Baviera che comprendeva (Frisinga, Passavia, Ratisbona, e Sabiona). Quando scoppiò una contesa tra l'Arcivescovato di Salisburgo e il Patriarcato di Aquileia, Carlo Magno decise di porre la Drava come confine delle due aree.
L'arcivescovo Adalvino ebbe non pochi problemi quando il re Rastislav di Moravia tentò di sottrarre i suoi territori all'influenza tedesca. Papa Adriano II nominò Metodio, arcivescovo di Pannonia e Moravia, e solo quando re Rastislav venne fatto prigioniero da Ludovico II che Adalvino poté giustamente protestare per la lesione dei propri diritti. Metodio apparve dinanzi al Sinodo di Salisburgo dove venne condannato all'esilio per due anni e mezzo.
Poco dopo i Magiari si impossessarono della Moravia e nessuna chiesa ebbe scampo in Pannonia. L'arcivescovo Dietmaro I cadde in battaglia nel 907. I Magiari vennero definitivamente sconfitti solo con la Battaglia di Lechfeld nel 955, e la vita ecclesiastica di Salisburgo poté tornare alla normalità. L'anno successivo, l'arcivescovo Aroldo, inimicatosi il duca Liudolfo di Svevia ed il duca Corrado il Rosso di Lorena, venne deposto, imprigionato, accecato, e scomunicato. L'arcivescovo Bruno I di Colonia, nominò Federico I arcivescovo e dichiarò indipendente l'abbazia di san Pietro. Nel 996 l'arcivescovo Hartwig ricevette il diritto di riscuotere le tasse per conto dell'imperatore.

### Epoca delle investiture (1060 - 1213)
Con Gregorio VII la Chiesa entrò in una nuova era. Il primo arcivescovo di questo periodo fu Gebeardo, che durante le controversie per la lotta per le investiture rimase dalla parte del papa. Gebeardo dovette soffrire nove anni di esilio e gli fu permesso di rientrare a Salisburgo solo pochi anni prima della morte, quando venne sepolto ad Admont. Il suo successore Timo venne imprigionato per cinque anni e morì di morte violenta nel 1102. All'abdicazione di Enrico IV, Corrado I di Abensberg venne eletto arcivescovo. Corrado visse in esilio sino al concordato tra chiesa e imperatore del 1122, dedicandosi poi a migliorare la vita religiosa dell'episcopato.
L'arcivescovo parteggiò nuovamente per la Chiesa nel conflitto tra il Papa e l'arcivescovo Eberardo I di Hilpolstein-Biburg, promosso dagli Hohenstaufen, ma il suo successore Corrado II d'Austria si oppose all'imperatore e morì nel 1168 ad Admont, fuggendo. Corrado III di Wittelsbach venne nominato arcivescovo di Salisburgo nel 1177 alla Dieta di Venezia.

### Principato vescovile (1213 - 1803)
L'arcivescovo Eberardo II di Truchsess venne creato Principe dell'Impero nel 1213, e creò tre nuove diocesi: la diocesi di Chiemsee (1216), la diocesi di Seckau (1218) e la diocesi di Lavant (1225). Eberardo venne scomunicato nel 1245 dopo essersi rifiutato di sottoscrivere un documento della Santa Sede che deponeva l'Imperatore, e morì l'anno seguente. Durante l'interregno tedesco, Filippo di Carinzia si rifiutò di consacrare nuovi sacerdoti e venne deposto da Ulrico di Seckau.
Il re Rodolfo I d'Asburgo ebbe notevoli discussioni con l'Arcivescovo attraverso l'abate Enrico di Admont e solo dopo la sua morte gli Asburgo e gli arcivescovi trovarono pace, nel 1297. Il popolo e l'Arcivescovo rimasero fedeli agli Asburgo nella loro lotta contro i Wittelsbach. Quando la peste raggiunse Salisburgo nel 1347, gli ebrei vennero accusati di essere untori e come tali vennero perseguitati. La comunità giudaica venne espulsa da Salisburgo nel 1404. successivamente poterono ritornare, ma furono relegati in un ghetto.
Le condizioni peggiorarono con il regno di Bernardo II di Rohr. La città era in piena crisi, le autorità locali erano costrette ad aumentare le tasse per far fronte alle spese statali ed il pericolo dell'Impero Ottomano incombeva. Nel 1473 Bernardo II proclamò la prima Dieta nella storia dell'arcivescovato e abdicò. Fu solo Leonardo di Keutschach (regnante dal 1495 al 1519) che cambiò radicalmente la situazione. Imprigionò il borgomastro e tutti i consiglieri cittadini nel proprio castello e resse personalmente la città. Gli ultimi anni li trascorse in lotta con Matthäus Lang von Wellenburg, vescovo di Gurk, che gli succedette nel 1519.
Matteo assoldò dei minatori della Sassonia che portarono con loro l'ideologia e gli scritti del protestantesimo di Lutero e fu così che il luteranesimo dilagò anche a Salisburgo. L'arcivescovo Wolf Dietrich von Raitenau impose ai protestanti di convertirsi al cattolicesimo o di lasciare il paese. La cattedrale venne ricostruita e non ebbe rivali nelle Alpi in quanto a bellezza e raffinatezza.
L'arcivescovo Paride Lodron, mentre il resto della Germania era devastata, preservò Salisburgo dalla Guerra dei Trent'anni, consentendole di vivere un periodo di pace e prosperità. Durante il regno di Leopold Anton von Firmian, i protestanti aumentarono come non mai. Egli invitò perciò i Gesuiti a Salisburgo con l'intento di scacciare i protestanti: 30.000 persone vennero obbligate a lasciare il paese e a trasferirsi nel Württemberg, nell'Hannover e nella Prussia Orientale, e molti emigrarono in Georgia negli Stati Uniti d'America. L'ultimo principe-vescovo, Hieronymus von Colloredo, è probabilmente più conosciuto per essere stato il primo datore di lavoro di Mozart. Egli si preoccupò di riformare la Chiesa e l'educazione, alienandosi però dalla popolazione.

### Moderno arcivescovato (dal 1803 a oggi)
Nel 1803 il principato arcivescovile di Salisburgo venne secolarizzato come Granducato di Salisburgo, affidato formalmente al granduca Ferdinando III d'Asburgo-Lorena del Granducato di Toscana (fratello dell'imperatore Francesco II), che aveva perso temporaneamente il proprio trono. Nel 1805 Salisburgo passò all'Austria, e nel 1809 alla Baviera, che chiuse l'università, soppresse i conventi per i novizi e bandì pellegrinaggi e processioni. Il Congresso di Vienna restituì Salisburgo all'Austria nel 1814, e la vita ecclesiastica venne nuovamente normalizzata dall'arcivescovo Augustin Johann Joseph Gruber (arcivescovo dal 1823 al 1835).

## Elenco dei principi-arcivescovi di Salisburgo
- Eberardo II di Truchsess 1200-1246
- Bernardo I di Ziegenhain 1247
- Filippo di Carinzia 1247-1256
- Ulrico di Sekau 1256-1265
- Ladislaso di Slesia 1265-1270
- Federico II di Walchen 1270-1284
- Rodolfo di Hoheneck 1284-1290
- Corrado IV di Breitenfurt 1291-1312
- Weichardo di Pollheim 1312-1315
- Federico III di Liebnitz 1315-1338
- Enrico Pyrnbrunner 1338-1343
- Ordolfo di Wiesseneck 1343-1365
- Pellegrino II di Pucheim 1365-1396
- Gregorio Schenk di Osterwitz 1396-1403
- Eberardo III di Neuhaus 1403-1427
- Eberardo IV di Starhemberg 1427-1429
- Giovanni II di Reichensperg 1429-1441
- Federico IV Truchsees di Emmerberg 1441-1452
- Sigismondo I di Volkersdorf 1452-1461
- Burkhard von Weißpriach 1461-1466
- Bernardo II di Rohr 1466-1482
- Johann Beckenschlager 1482-1489
- Federico V di Schallenburg 1489-1494
- Sigismondo II 1494-1495
- Leonardo di Keutschach 1495-1519
- Cardinale Matthäus Lang von Wellenburg 1519-1540
  - Ernesto di Baviera 1540-1554, amministratore
- Michael von Kuenburg 1554-1560
- Johann Jakob von Kuen-Belasy 1560-1586
- Georg von Kuenburg 1586-1587
- Wolf Dietrich von Raitenau 1587-1612
- Marcus Sittikus von Hohenems 1612-1619
- Paride Lodron 1619-1653
- Guidobaldo Thun 1654-1668
- Maximilian Gandolf von Khuenburg 1668-1687
- Johann Ernst von Thun 1687-1709
- Franz Anton von Harrach 1709-1727
- Leopold Anton von Firmian 1727-1744
- Jakob Ernst von Liechtenstein-Kastelkorn 1744-1747
- Andreas Jakob von Dietrichstein 1747-1753
- Sigmund III von Schrattenbach 1753-1771
- Hieronymus von Colloredo 1772-1812 (ultimo Principe-Arcivescovo, perse il proprio potere temporale nel 1803 dopo la secolarizzazione del Sacro Romano Impero)